# Exmouth, Devon

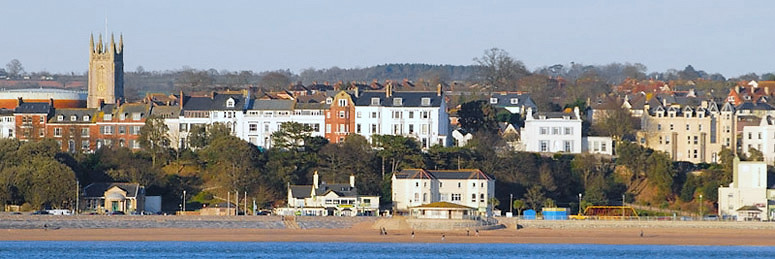
Exmouth

Exmouth este un oraș în comitatul Devon, regiunea South West, Anglia. Orașul se află în districtul East Devon.